# Trigonella rotundifolia
Trigonella rotundifolia är en ärtväxtart som först beskrevs av James Edward Smith, och fick sitt nu gällande namn av P.Arne K. Strid. Trigonella rotundifolia ingår i släktet trigonellor, och familjen ärtväxter. Inga underarter finns listade i Catalogue of Life.